# 土豪 (日本)
土豪（どごう）是廣義的相對於支配廣域領土的領主或在地的大豪族，指特定的「土地的小豪族」。

## 狹義
古史料中稱作地侍或｢名字的百姓｣。武士之中的下位，兵農未分離之時，身為武士同時也是百姓。兵農分離之後，作為弱小的武家也稱作土豪。

## 廣義
相對於支配數郡的豪族（大豪族），在大豪族傘下或獨立支配數村的小豪族。包含地頭、國人領主的家臣或被官之類的在地領主。

## 關連項目
- 豪族
  - 土蜘蛛
- 郡司
- 地頭
- 國人領主
- 地侍
- 家臣
- 被官